# UFC on Fox: Emmett vs. Stephens
UFC on Fox: Emmett vs. Stephens (também conhecido como UFC on Fox 28) foi um evento de artes marciais mistas (MMA) produzido pelo Ultimate Fighting Championship, realizado no dia 24 de fevereiro de 2018, no Amway Center, em Orlando, Flórida, Estados Unidos.

## Background
O evento marcará a terceira visita da promoção a Orlando, e a primeira desde o UFC on Fox: dos Anjos vs. Cerrone II, em dezembro de 2015.
Espera-se que o evento seja encabeçado por uma luta no peso-pena, entre Josh Emmett e Jeremy Stephens.
Jéssica Andrade e Karolina Kowalkiewicz, ex-desafiantes ao Cinturão Peso-Palha Feminino do UFC, se enfrentariam neste evento. No entanto, em 27 de dezembro, foi anunciado que Tecia Torres seria a nova oponente de Andrade.
Jake Collier enfrentaria neste evento o recém-chegado na promoção, Marcin Prachnio. No entanto, Collier retirou-se da luta no início de janeiro, citando lesões. Prachnio enfrentará agora Sam Alvey.
A atual Campeã Peso Galo do Invicta FC, Yana Kunitskaya, enfrentaria neste evento a medalhista de prata olímpica de 2004 na luta livre e ex-desafiante ao Cinturão Peso Galo do UFC, Sara McMann. No entanto, em 10 de janeiro, foi anunciado que, em vez disso, McMann enfrentaria Marion Reneau, depois que a oponente original de Reneau, a ex-Campeã Peso Galo do Invicta FC e ex-desafiante ao Cinturão Peso-Pena-Feminino do UFC, Tonya Evinger, saiu de sua luta programada uma semana antes, no UFC Fight Night: Cowboy vs. Medeiros.
O ex-desafiante ao cinturão interino dos médios (que também foi medalhista de prata olímpica de 2000 e ex-campeão mundial em freestyle wrestling), Yoel Romero, enfrentaria neste evento o ex-Campeão Peso Médio do WSOF e ex-Campeão Meio Pesado do WSOF, David Branch. No entanto, em 13 de janeiro, foi anunciado que o atual Campeão Peso-Médio do UFC, Robert Whittaker, retirou-se de sua defesa de título contra o ex-Campeão Peso-Médio do Strikeforce e ex-Campeão Peso-Médio do UFC, Luke Rockhold, no UFC 221, por conta de uma lesão, e que fora substituído por Romero. Devido a essa mudança, Branch foi reprogramado para um evento futuro.
Ilir Latifi enfrentaria o ex-desafiante ao Cinturão Peso Meio-Pesado Interino do UFC, Ovince Saint Preux, no UFC on Fox: Jacaré vs. Brunson 2. No entanto, em 16 de janeiro, Latifi retirou-se da luta por lesão, provocando o cancelamento do confronto. O embate foi, então, reprogramado para este evento.
Gadzhimurad Antigulov enfrentaria Aleksandar Rakic no evento. No entanto, Antigulov retirou-se da luta em 7 de fevereiro, e a luta foi descartada.
No dia 21 de fevereiro, foi anunciado que uma luta no peso-leve entre Gilbert Burns e Olivier Aubin-Mercier foi retirada do evento, depois que a equipe médica considerou que seria inseguro para Burns cortar o peso necessário para o limite de 156 libras (70,8 kg).
Nas pesagens, Alex Perez bateu 126,5 libras (57,4 kg), meia libra (0,2 kg) acima do limite do peso-mosca para lutas que não valem o cinturão, de 126 libras (57,2 kg). Como resultado, a disputa prosseguirá em peso-casado, e espera-se que Perez seja multado em 20% de sua bolsa, que irá para o seu oponente, Eric Shelton.

## Bônus da Noite
Os lutadores receberam $50.000 de bônus
- Luta da Noite:  Alan Jouban vs.  Ben Saunders
- Performance da Noite:  Jeremy Stephens e  Ilir Latifi